# Looking for Eric
Pour plus de détails, voir Fiche technique et Distribution.
Looking for Eric (traduisible en français par À la recherche d'Eric) est un film multinational de Ken Loach, sorti en 2009. Il a été présenté au festival de Cannes 2009 le 18 mai 2009.

## Synopsis
Eric Bishop est postier à Manchester et fan de football, comme tous ses collègues.  Les deux adolescents de sa deuxième femme, dont il est séparé, lui rendent la vie impossible à la maison : il découvre notamment que le plus âgé fréquente des gangsters et cache une arme dans sa chambre. C'est en gardant sa petite-fille qu'il reprend contact avec sa première femme Lily, qu'il avait abandonnée, et replonge dans son passé douloureux.
Lors de ses moments de détresse, il a des pensées suicidaires.  Ses hallucinations lui valent la visite de son héros, le footballeur Éric Cantona, philosophe à ses heures, qui l'aidera à reprendre sa vie en main.

## Fiche technique
- Titre : Looking for Eric
- Réalisation : Ken Loach
- Scénario : Paul Laverty
- Photographie : Barry Ackroyd
- Musique : George Fenton
- Montage : Jonathan Morris
- Sociétés de production : Sixteen Films, Why Not Productions, Wild Bunch, France 2 Cinéma
- Pays d'origine :  Royaume-Uni,  France,  Belgique,  Italie,  Espagne
- Langue originale : anglais
- Genre : comédie dramatique
- Durée : 116 minutes
- Date de sortie :

 France : 18 mai 2009 (festival de Cannes 2009)
 France : 27 mai 2009

## Distribution
- Steve Evets (VF : Michel Vuillermoz) : Eric Bishop
- Éric Cantona (VF : lui-même) : lui-même
- Stephanie Bishop (VF : Jeanne Savary) : Lily, la première femme d'Eric Bishop
- John Henshaw (VF : Jean-Yves Chatelais) : Meatballs
- Gerard Kearns (VF : Loïc-Emmanuel Deneuvy) : Ryan, le beau-fils aîné d'Eric Bishop
- Stefan Gumbs (VF : Merlin Cheneaux) : Jess, le beau-fils cadet d'Eric Bishop
- Steve Marsh (VF : Jean-Michel Fête) : Zac, le caïd
- Lucy-Jo Hudson (VF : Elisabeth Ventura) : Sam, la fille d'Eric Bishop

## Distinctions
- Ce film a reçu le Prix du Jury œcuménique lors du Festival de Cannes 2009.
- Looking for Eric a obtenu le Magritte de la Meilleure coproduction aux Magritte du cinéma 2011.

## Autour du film
- Le titre du film joue sur le prénom du personnage principal et de son idole, la « recherche d'Eric » étant, à travers son admiration pour le footballeur Éric Cantona, celle par Eric Bishop de lui-même, une recherche déclenchée grâce à ses amis et en particulier à une méthode de soutien psychologique proposée par son ami Meatballs.
- Le film et les échanges entre le personnage principal et « son » Éric Cantona, coach personnel comme il se définit à un moment, sont jalonnés d'extraits de matches du club Manchester United de Cantona.
- Si pendant une partie du film les apparitions hallucinatoires de Cantona ont lieu quand Eric Bishop fume du cannabis ou boit de l'alcool, il apparaît ensuite parfois à d'autres moments, comme lors d'une tournée postale ou pendant une séance de jogging.
- La diffusion de vidéos sur YouTube intervient à plusieurs reprises dans le film. Le nom est cité par un des amis d'Eric Bishop qui l'estropie en « BlueTube », Eric et ses amis ne connaissant pas le site, dont les beaux-fils d'Eric lui révèlent l'existence.
- Dans le générique de fin, un extrait vidéo montre Éric Cantona lors de sa fameuse déclaration, « When the seagulls follow the trawler, it's because they think sardines will be thrown into the sea », soit, en français : « Quand les mouettes suivent un chalutier, c'est parce qu'elles pensent que des sardines seront jetées à la mer »... Au cours du film, le personnage d'Eric Bishop dit à Cantona que cette phrase lui avait donné mal à la tête.